# Empire Stadium (Vancouver)
L'Empire Stadium era uno stadio situato a Vancouver; ospitava le partite casalinghe della squadra di football canadese dei British Columbia Lions e di quella di calcio dei Vancouver Whitecaps. Ha ospitato i quinti Giochi del Commonwealth.
Nello stesso luogo, fra il 2010 e il 2011 durante i lavori di ristrutturazione del BC Place, è stato creato un impianto temporaneo che ha preso il nome di Empire Field.

## Empire Stadium
Lo stadio venne costruito in occasione dei Giochi del Commonwealth del 1954, ospitati dalla città di Vancouver. Al momento della sua inaugurazione aveva una capienza di 32.375 spettatori. Questa capienza venne lievemente ritoccata al ribasso dopo alcuni lavori nel 1974, portandola a 30.229.
Dopo la sua costruzione divenne l'impianto casalingo dei British Columbia Lions, la squadra di football della città, e vi venne giocata in sette occasioni la Grey Cup, la finale del campionato di football canadese. Lo stadio divenne anche la casa del calcio di Vancouver, qui vi giocarono infatti sia i Vancouver Royals dal 1967 al 1968, sia i Vancouver Whitecaps dal 1974 al 1983.
L'Empire Stadium nel corso della sua storia ospitò anche due grandi concerti: uno di Elvis Presley il 31 agosto 1957 e uno dei Beatles il 22 agosto 1964.
Nel 1970 fu la prima struttura canadese a dotarsi di un manto in erba sintetica. Dopo l'inaugurazione del BC Place lo stadio venne abbandonato sia dai BC Lions che dai Whitecaps, cadendo così in disuso. L'Empire Stadium venne quindi abbattuto nel corso del 1993.

## Empire Field

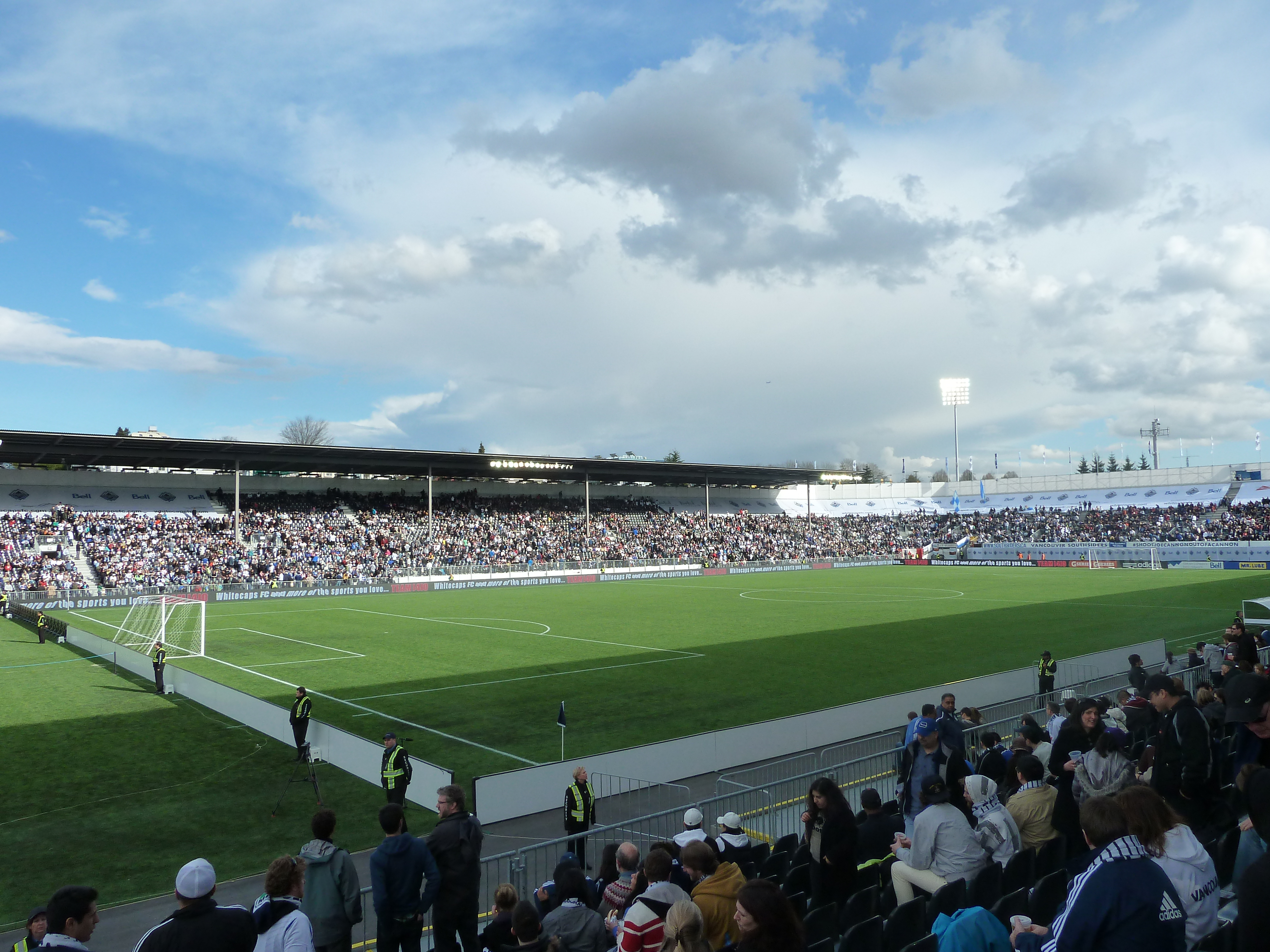
L'Empire Field durante una partita dei Whitecaps

I lavori di ristrutturazione del 2010 al BC Place portarono alla necessità di individuare un campo di gioco sostitutivo sia per i BC Lions che per i Whitecaps, freschi di ammissione in MLS; venne così stabilito di creare uno stadio temporaneo sui terreni dell'Hastings Park, nello stesso sito dove precedentemente sorgeva l'Empire Stadium.
La nuova struttura, battezzata Empire Field, ebbe un costo di 14 milioni di dollari canadesi, e venne costruita in soli 111 giorni, consentendo l'inaugurazione il 20 giugno 2010 per una partita dei Lions. La capienza totale del nuovo impianto era di 27.528 posti a sedere.
Alla fine del 2011, una volta ritrasferitesi le due squadre al BC Place, la struttura provvisoria venne smantellata, con la sola eccezione delle torri faro e del prato in erba sintetica. Oggi infatti l'area viene utilizzata come campo di calcio per la comunità locale.